# Eupithecia theobromina
Eupithecia theobromina là một loài bướm đêm trong họ Geometridae.